# Slogonsko
Slogonsko – wieś w Słowenii, w gminie Brežice. W 2018 roku liczyła 175 mieszkańców.